# Ouarville
Ouarville és un municipi francès, situat al departament de l'Eure i Loir i a la regió de Centre – Vall del Loira. L'any 2007 tenia 574 habitants.

## Demografia

### Població
El 2007 la població de fet d'Ouarville era de 574 persones. Hi havia 211 famílies, de les quals 48 eren unipersonals (32 homes vivint sols i 16 dones vivint soles), 56 parelles sense fills, 103 parelles amb fills i 4 famílies monoparentals amb fills.
La població ha evolucionat segons el següent gràfic:
Habitants censats

### Habitatges
El 2007 hi havia 258 habitatges, 212 eren l'habitatge principal de la família, 19 eren segones residències i 27 estaven desocupats. 252 eren cases i 6 eren apartaments. Dels 212 habitatges principals, 176 estaven ocupats pels seus propietaris i 36 estaven llogats i ocupats pels llogaters; 1 tenia una cambra, 11 en tenien dues, 37 en tenien tres, 54 en tenien quatre i 109 en tenien cinc o més. 164 habitatges disposaven pel capbaix d'una plaça de pàrquing. A 98 habitatges hi havia un automòbil i a 99 n'hi havia dos o més.

### Piràmide de població
La piràmide de població per edats i sexe el 2009 era:
| Homes | Edats   | Dones |
| ----- | ------- | ----- |
| 0     | 95 o +  | 0     |
| 0     | 90 a 94 | 0     |
| 4     | 85 a 89 | 4     |
| 4     | 80 a 84 | 8     |
| 8     | 75 a 79 | 12    |
| 8     | 70 a 74 | 4     |
| 12    | 65 a 69 | 12    |
| 16    | 60 a 64 | 12    |
| 4     | 55 a 59 | 8     |
| 8     | 50 a 54 | 24    |
| 24    | 45 a 49 | 20    |
| 16    | 40 a 44 | 8     |
| 28    | 35 a 39 | 24    |
| 20    | 30 a 34 | 32    |
| 24    | 25 a 29 | 20    |
| 4     | 20 a 24 | 4     |
| 24    | 15 a 19 | 8     |
| 36    | 10 a 14 | 28    |
| 28    | 5 a 9   | 8     |
| 16    | 0 a 4   | 16    |

## Economia
El 2007 la població en edat de treballar era de 376 persones, 283 eren actives i 93 eren inactives. De les 283 persones actives 268 estaven ocupades (153 homes i 115 dones) i 15 estaven aturades (7 homes i 8 dones). De les 93 persones inactives 22 estaven jubilades, 42 estaven estudiant i 29 estaven classificades com a «altres inactius».

### Ingressos
El 2009 a Ouarville hi havia 205 unitats fiscals que integraven 558 persones, la mediana anual d'ingressos fiscals per persona era de 18.815 €.

### Activitats econòmiques
Dels 28 establiments que hi havia el 2007, 7 eren d'empreses extractives, 2 d'empreses alimentàries, 1 d'una empresa de fabricació de material elèctric, 3 d'empreses de fabricació d'altres productes industrials, 1 d'una empresa de construcció, 5 d'empreses de comerç i reparació d'automòbils, 2 d'empreses de transport, 1 d'una empresa financera, 4 d'empreses de serveis i 2 d'entitats de l'administració pública.
Dels 2 establiments de servei als particulars que hi havia el 2009, 1 era una oficina de correu i 1 taller de reparació d'automòbils i de material agrícola.
Dels 3 establiments comercials que hi havia el 2009, 1 era una botiga de menys de 120 m², 1 una fleca i 1 una joieria.
L'any 2000 a Ouarville hi havia 15 explotacions agrícoles.

## Equipaments sanitaris i escolars
El 2009 hi havia una escola elemental.

## Poblacions més properes
El següent diagrama mostra les poblacions més properes.